# 胡立教
胡立教（1914年12月—2006年7月3日），江西吉安人。中華人民共和國政府官員，曾擔任中國人民銀行行長、黨組書記、中共上海市委第二書記、上海市第八屆人民代表大會常務委員會主任。

## 生平
1930年，加入中國共產黨，任军委二局三科科长。
參與抗日戰爭，曾任中共華東局統一戰線工作部部長。1949年，兼任中共中央華東局紀律檢查委員會書記。1954年，出任財政部副部長。1962年，升任中國人民銀行副行長。1964年，被任命為中國人民銀行代行長兼黨組代書記。
文化大革命爆發後，遭受迫害。1977年，被任命為中共河南省委常務書記，同年中共十一大被選為中共中央委員。1981年，調任中共上海市委，出任上海市委第二書記，人民代表大會恢復建制後，被選為上海市人民代表大會常務委員會主任。中共十二大連任中央委員會委員。1985年辭去中央委員，被增選為中共中央顧問委員會委員。1986年2月17日，儿子胡晓阳以强奸罪、流氓罪判处死刑。3月被枪决。2006年7月3日逝世，享年92歲。